# 償還
『償還』（つぐない）は、テレサ・テンの日本での中国語オリジナル・アルバムである。1984年12月1日にトーラスレコードからLP盤（レコード品番：28TR-2057）とカセットテープ（規格品番：28TT-1057）形式でリリースされた。全12曲収録。
ディスクジャケット帯のキャッチコピーは「最新 必聴! 中国語盤」。

## 概要
テレサ・テンは自分のヒット曲「つぐない」・「空港」・「雪化粧」をはじめ、日本演歌のヒット曲「北国の春」・「氷雨」などをすべて中国語詞で歌っている。
1985年6月21日にトーラスレコードより初CD化（規格品番：32TX-1016）された。

## 批評
CDジャーナルは、「「空港」「氷雨」「いつの日君かえる」などが母国語ヴァージョンで、艶やかに柔らかく、時に母性すら感じる歌唱によって楽しめる。言葉はわからなくても彼女の声から女の情感がひしひしと伝わってくる。」と評した。

## 収録曲
| #         | タイトル                                    | 作詞                            | 作曲       | 編曲                | 時間  |
| --------- | ------------------------------------------- | ------------------------------- | ---------- | ------------------- | ----- |
| A1.       | 「我和你」(北国の春)                        | いではく 林煌坤（中国語詞）     | 遠藤実     | ANTONIO AREVALO JR. | 3:57  |
| A2.       | 「我問我自己」(旅人)                        | 荘奴                            | 三木たかし | 渡辺茂樹            | 4:02  |
| A3.       | 「雪地上的回憶」(氷雨)                      | とまりれん 林煌坤（中国語詞）   | とまりれん | 杉村俊博            | 3:49  |
| A4.       | 「何日君再来」(いつの日君かえる)            | 沈華                            | 中国民謡   | 杉村俊博            | 3:22  |
| A5.       | 「月夜訴情」(ふたたびの 黄建昌（中国語詞）) | 来生えつこ                      | TAI        | 杉村俊博            | 4:28  |
| A6.       | 「情人的關懐」(空港)                        | 山上路夫 荘奴（中国語詞）       | 猪俣公章   | 川口真              | 3:47  |
| B1.       | 「償還」(つぐない)                          | 荒木とよひさ 林煌坤（中国語詞） | 三木たかし | 川口真              | 3:54  |
| B2.       | 「冬之戀情」(雪化粧)                        | 山上路夫 荘奴（中国語詞）       | 猪俣公章   | 川口真              | 3:45  |
| B3.       | 「愛的箴言」(白いアマリリス)                | 羅大佑                          | 羅大佑     | 渡辺茂樹            | 4:04  |
| B4.       | 「娘心」                                    | 大島マサエ 林煌坤（中国語詞）   | 大島マサエ | 渡辺茂樹            | 3:51  |
| B5.       | 「愛的使者」(人待ち顔で)                    | 孫儀                            | 三木たかし | 渡辺茂樹            | 3:22  |
| B6.       | 「相愛如往昔」(想い出の余白)                | 荘奴                            | 三木たかし | 渡辺茂樹            | 4:17  |
| 合計時間: | 合計時間:                                   | 合計時間:                       | 合計時間:  | 合計時間:           | 46:38 |

## スタッフ
- Producer：Tony Tang (POLYGRAM RECORDS LTD. HONG KONG)、Hiroshi Misaka (TAURUS RECORDS INC.)
- Director：Tetsuya Fukuzumi
- Recording engineer：Katsuyuki Handa
- Photographer：Liang, Hei-Pieng
- Design：Heyqlow Kobayashi
- Mastertape owner：POLYGRAM RECORDS LTD. HONG KONG、TAURUS RECORDS INC.